# 고이케 유키
고이케 유키(일본어: 小池 悠貴, 1986년 4월 18일 ~ )는 일본의 전 축구 선수이다.

## 구단 경력
과거 방포레 고후에서 활동하였다.